# ShootMania
ShootMania ist ein Ego-Shooter von Nadeo und Ubisoft, der auf der Plattform Maniaplanet gespielt wird. ShootMania Storm, der bisher einzige Titel, wurde am 10. April 2013 veröffentlicht.

## Gameplay
Jeder Spieler besitzt Rüstungspunkte, Ausdauer und Munition. Wird ein Spieler getroffen, verliert er einen seiner Rüstungspunkte, welche jedoch auf manchen Maps auf bestimmten Plattformen regeneriert werden können. Besitzt ein Spieler keine Rüstungspunkte mehr, wird er eliminiert, worauf je nach Spielmodus das Ausscheiden aus der Runde oder der Respawn folgt. Durch das Einsetzen von Ausdauer kann ein Spieler springen, schneller laufen oder seinen Fall verzögern und dabei über den Boden gleiten. Während der Spieler seine Ausdauer nicht verbraucht, regeneriert sie sich langsam. Befindet sich der Spieler im Wasser, verliert er seine komplette Ausdauer und kann sie erst wieder regenerieren, sobald er das Wasser verlässt. ShootMania besitzt keine freischaltbaren oder kaufbaren Objekte, wodurch alle Spieler dieselben Chancen haben. Wie in TrackMania 2, ist es dem Spieler auch in ShootMania möglich, eigene Maps zu erstellen oder sein Aussehen zu ändern. Die Benutzeroberfläche inklusive Map-Editor ist nahezu identisch zu der aus TrackMania 2, da beide Spiele über die Plattform Maniaplanet gespielt werden.

### Waffen
Anders als in den meisten anderen Ego-Shootern enthält ShootMania keine Waffen mit real existenten Gegenstücken. Die Schüsse des Spielers kommen stattdessen aus einer Waffe, welche sich am rechten Arm des Spielers befindet. Der Spieler kann weder die Waffe, noch seinen Arm, noch andere Körperteile sehen. Das Abfeuern einer Waffe verursacht keinen Rückstoß und beeinträchtigt den Spieler in keiner Weise. Insgesamt gibt es vier unterschiedliche Waffen. Je nach Spielmodus hängt die Waffe von der Auswahl des Spielers, der Position des Spielers auf der Map oder von dem Team des Spielers ab. Die Munition ist normalerweise unbegrenzt, das meist begrenzte Magazin muss aber nachgeladen werden. Ist das Magazin nicht komplett voll, wird Munition automatisch und ohne Animation nachgeladen. Das Nachladen beeinträchtigt den Spieler nicht, d. h. solange das Magazin nicht komplett leer ist, kann der Spieler schießen. die Reichweite aller Waffen ist begrenzt. Mit dem Update auf Maniaplanet 4 ist es möglich, bei selbsterstellten Spielmodi auch eigene Waffen festzulegen. Diese Liste enthält nur die Waffen, welche standardmäßig in Maniaplanet integriert sind und deshalb in vielen Spielmodi verwendet werden.
- Raketen sind die Standardwaffe jedes Spielers. Sie fliegen relativ langsam, wodurch ein Ausweichen auf große Entfernungen möglich ist. Der Schütze muss also vorhalten, um seinen Gegner treffen zu können oder muss ihn im Nahkampf angreifen. Raketen haben die schnellste Nachladezeit. Standardmäßig kann der Spieler bis zu 4 Raketen in seinem Magazin haben. Raketen explodieren bei einem Treffer eines Gegners oder Objektes und verursachen dabei Rückstoß. Dieser Rückstoß kann z. B. genutzt werden, um sich selbst fortzubewegen oder andere Spieler zu schubsen (engl. bumping).
- Laser oder Railgun können normalerweise nur von Spielern eingesetzt werden, die auf speziellen Plattformen stehen. Das Abfeuern erzeugt einen Laserstrahl, der nach dem Abfeuern sofort wieder verschwindet. Der Laser verursacht keinen Rückstoß bei einem Treffer und muss nach jedem Schuss nachgeladen werden. Der Laser ist außerdem die einzige Waffe, die andere Projektile zerstören kann, in dem Fall ist der Laser direkt nachgeladen.
- Nucleus oder Nuc bezeichnet Kugeln, welche sehr langsam fliegen und explodieren, falls sich ein oder mehrere Gegner in unmittelbarer Nähe befinden. Ansonsten explodieren sie nach kurzer Zeit automatisch. Ein Nucleus, der auf eine Wand trifft, bleibt an dieser kleben, bis er explodiert.
- Pfeile sind die einzigen von Schwerkraft beeinflussten Projektile. Sie Explodieren beim Aufprall auf ein Objekt oder Spieler und fügen allen Spielern im Explosionsbereich Schaden zu.

## Umgebungen
Für ShootMania ist bisher nur die Umgebung Storm verfügbar, im Gegensatz zu TrackMania 2 für das bereits vier Umgebungen erschienen sind. Nadeo wollte ursprünglich jedes Jahr eine neue Umgebung herausbringen. Zum Anlegen und Bearbeiten einer Map gibt es einen einfachen und einen erweiterten Editor, in dem vorgefertigte Bausteine, in einem in Quader unterteilten, dreidimensionalen Bereich platziert werden können. Es ist außerdem möglich, die Bausteine mit dem in Maniaplanet 4 integrierten Mesh Editor zu bearbeiten. Ebenso ist es möglich eigene Objekte zu erstellen und zum Download anzubieten. Außerdem können Objekte, die mit externen Programmen, wie z. B. Blender erstellt wurden importiert werden.

### Storm
Storm ist die erste und bisher einzige Umgebung, die seit der Veröffentlichung des Spiels zur Verfügung steht. Für den Bau der Maps stehen verschiedene Arten von Wegen, Wänden und Tunneln und spezielle Objekte, wie z. B. Sprung- oder Regenerationsplattformen sowie zur landschaftlichen Gestaltung Wiesen, Hügel, steile Klippen und Wasserflächen zur Verfügung.

### Cryo
Cryo ist eine Umgebung, die bereits vor Storm in Arbeit war. Sie wurde bisher noch nicht veröffentlicht und nur wenige Schnappschüsse der schneebedeckten Landschaft sind offiziell bekannt.

## Spielmodi
In Maniaplanet können verschiedene Spielmodi für ShootMania heruntergeladen werden. Auch können eigene Spielmodi erstellt werden und zum Download angeboten werden.

### Battle
Aufstellung: Team vs. Team
Ausrüstung: max. Rüstungspunkte: 2, Waffe: 4×Raketen (andere Waffen von der Map abhängig)
Entwickler: Nadeolabs
Das Ziel in Battle ist es alle Türme des gegnerischen Teams zu erobern. Ein Team darf angreifen, das andere muss verteidigen. Ein Angreifer kann einen Turm erobern, indem er sich im Eroberungsbereich eines Turmes befindet. Befindet sich ein Verteidiger im Eroberungsbereich eines Turms, so wird dieser für Eroberungen gesperrt, bis der Verteidiger den Eroberungsbereich wieder verlässt oder eliminiert wird. Wenn das angreifende Team 15 Sekunden lang keinen Eroberungsfortschritt gemacht hat, werden die Rollen getauscht. Zu Beginn der Runde gibt es einen neutralen Turm in der Mitte der Map, wer diesen zuerst berührt, darf zuerst angreifen. Das Team, welches zuerst alle Türme des anderen Teams erobert, gewinnt die Runde. Das Team, welches zuerst zwei Runden gewonnen hat, gewinnt die Map.

#### BattlePro
Aufstellung: 3 Spieler vs. 3 Spieler
Ausrüstung: max. Rüstungspunkte: 2, Waffe: 4×Raketen (andere Waffen von der Map abhängig)
Entwickler: Joustice League
BattlePro ist eine Variante von Battle, bei der die Teamgröße auf 3 Spieler begrenzt wurde. Deshalb wird BattlePro auf kleineren Maps gespielt. Außerdem wurden andere kleine Verbesserungen vorgenommen.

### Siege
Aufstellung: Angreifer vs. Verteidiger
Ausrüstung der Verteidiger: max. Rüstungspunkte: 1, Waffe: 4×Raketen (auf manchen Servern auch 2×Nucleus)
Ausrüstung der Angreifer: max. Rüstungspunkte: in dem ersten Rundenpaar 1, in dem zweiten Rundenpaar 2, usw. , Waffe: 1×Laser (auf manchen Servern auch 2×Raketen)
Entwickler: Nadeolabs
Die Aufgabe der Angreifer ist es, alle Checkpoints in vorgeschriebener Reihenfolge zu erobern. Die Verteidiger müssen die Angreifer davon abhalten. Ein Checkpoint gilt als erobert, falls vor Ablauf der Zeit ein Angreifer lange genug im Eroberungsbereich steht oder alle Verteidiger eliminiert wurden. Ist ein Checkpoint erobert, respawnen alle Verteidiger in der Nähe des nächsten Checkpoints, um diesen zu verteidigen. Ein eliminierter Angreifer respawnt nicht und schaut zu, bis das Ziel erobert wurde oder alle Angreifer eliminiert worden sind. Wenn der letzte Checkpoint (genannt „Ziel“) von den Angreifern erobert wird, gewinnen diese sofort die Map. Wenn hingegen die Verteidiger eine Runde gewinnen (weil die Angreifer einen Checkpoint nicht erobert haben) so beginnt die nächste Runde. In den ersten beiden Runden haben die Angreifer einen Rüstungspunkt, nach jedem Rundenpaar erhalten die Angreifer einen Rüstungspunkt dazu. Dadurch steigen die Chancen der Angreifer das Ziel zu erobern. In jedem Rundenpaar spielt jedes Team einmal als Angreifer und einmal als Verteidiger. Da es nur einem angreifenden Team möglich ist, die Map zu gewinnen, ist es natürlich wünschenswert in einem Rundenpaar zuerst anzugreifen. Daher darf immer das Team zuerst angreifen, welches im vorherigen Rundenpaar mehr Checkpoints erobert hat als das andere Team. Nur im ersten Rundenpaar wird die Rollenzuteilung ausgelost.

### Obstacle
Aufstellung: Einzelspieler
Ausrüstung: Waffe: Raketen (Anzahl von der Map abhängig)
Entwickler: Ascent
Im Modus Obstacle geht es darum, alle Checkpoints in vorgeschriebener Reihenfolge so schnell wie möglich zu erreichen. Ein Spieler kann beliebig oft bei dem letzten Checkpoint respawnen, die Zeit läuft dabei allerdings weiter. Die Spieler können sich gegenseitig sehen, aber nicht beeinflussen, daher spielen Rüstungspunkte keine Rolle. Waffen stehen abhängig von der Map zur Verfügung, allerdings ist es den Spielern nur möglich sich selbst durch den Rückstoß der Explosionen der Waffen zu beeinflussen. Die meisten Server führen eigene Listen mit den persönlichen Bestzeiten der Spieler, diese bleiben auch nach einem Mapwechsel gespeichert.

### Infection
Teams: Survivor vs. Infected
Ausrüstung der Survivor: max. Rüstungspunkte: 1, Waffe: 4×Raketen (andere Waffen von der Map abhängig)
Ausrüstung der Infected: max. Rüstungspunkte: 3, Waffe: keine (1×Rakete falls es nur einen Infected gibt)
Entwickler: Dmark, RIscRIpt
Zu Beginn einer Runde sind alle Spieler Survivor. Ein eliminierter Spieler respawnt als Infected. Survivor werden auch eliminiert, wenn sie einen Infected berühren. Damit es überhaupt Infected gibt, wird kurz nach Beginn der Runde ein zufällig ausgewählter Survivor eliminiert. Die Spieler erhalten Punkte, wenn sie als Infected einen Survivor eliminieren oder falls ein Survivor eliminiert wurde, während sie selbst Survivor sind. Survivor können Infected zwar abschießen, erhalten dafür aber keine Punkte. Die Runde endet, falls alle Spieler Infected sind oder kein Infected mehr im Spiel ist (weil alle Infected das Spiel verlassen haben). Nach sieben Runden oder wenn am Ende einer Runde ein Spieler 100 Punkte erreicht hat, wird die Map gewechselt.

### Royal
Aufstellung: Einzelspieler
Ausrüstung: max. Rüstungspunkte: 2 (nach Respawn: 1), Waffe: 4×Raketen (andere Waffen von der Map abhängig)
Entwickler: Nadeolabs
Royal ist ein free-for-all-Spielmodus, in dem das Ziel darin liegt, Punkte zu sammeln, um zuerst das Punktelimit (meistens 100–200 Punkte) zu erreichen. Eliminierte Spieler respawnen, allerdings nur mit einem Rüstungspunkt. In der Mitte der Map befindet sich ein Checkpoint, der erobert werden kann, wodurch ein Tornado aktiviert wird. Wer eliminiert wird, nachdem der Tornado aktiviert wurde, kann nicht mehr respawnen. Der Tornado ist zylinderförmig und beinhaltet zu Beginn die komplette Map, verkleinert sich jedoch. Spieler, die in die Tornadowand geraten, werden eliminiert, wodurch der Spielbereich verkleinert wird. Die Runde endet, sobald nur noch ein Spieler übrig ist. Punkte erhält der Spieler durch Kills, durch das Aktivieren des Tornados und dafür, dass ein anderer Spieler eliminiert wird, während er selber noch im Spiel ist. Sobald ein Spieler am Ende einer Runde das Punktelimit erreicht, wird die Map gewechselt.

#### Royal Squad
Aufstellung: beliebig viele Teams von bis zu 4 Spielern
Ausrüstung: max. Rüstungspunkte: 2 (nach Respawn: 1), Waffe: 4×Raketen (andere Waffen von der Map abhängig)
Entwickler: Triss
Royal Squad ist ähnlich wie Royal, allerdings kann in Teams von bis zu 4 Spielern gespielt werden. Wenn ein Spieler nur einen Rüstungspunkt hat, aber eine Maximalanzahl von zwei Rüstungspunkten hat (also noch nicht eliminiert wurde), so kann er von einem Teammitglied abgeschossen werden, um wieder einen Rüstungspunkt zu regenerieren.

### Elite
Aufstellung: 1 Angreifer vs. 1–3 Verteidiger
Ausrüstung der Verteidiger: max. Rüstungspunkte: 1, Waffe: 1×Raketen (andere Waffen von der Map abhängig)
Ausrüstung des Angreifers: max. Rüstungspunkte: identisch Anzahl der Verteidiger, Waffe: 1×Laser
Entwickler: Nadeolabs
In Elite treten zwei Teams von 1–3 Spielern gegeneinander an. Dabei nimmt eine Team komplett die Rolle der Verteidiger ein, während ein Spieler der anderen Teams als Angreifer spielt. Die Teammitglieder des Angreifers beobachten währenddessen ihren angreifenden Kollegen. Das Team des Angreifers gewinnt die Runde, wenn er das Ziel erobert (was nur in den letzten 15 Sekunden möglich ist) oder wenn alle Verteidiger eliminiert wurden. Die Verteidiger gewinnen die Runde, wenn der Angreifer eliminiert wurde oder das Zeitlimit von einer Minute abgelaufen ist. Danach werden die Rollen getauscht und die nächste Runde beginnt. Das Team, welches als erstes mindestens neun Runden mit einem Abstand von zwei gewonnen hat, gewinnt die Map.

### Speedball
Aufstellung: Team vs. Team
Ausrüstung: max. Rüstungspunkte: 2, Waffe: 4×Raketen
Entwickler: steeffeen
Zu Beginn des Spiels wird in der Mitte der Map ein Ball gespawnt. Dieser muss von einem Spieler eingesammelt werden und zum gegnerischen „Goal“ (engl. für Ziel) gebracht werden. Dort kann der Spieler mit Ball einen Punkt für sein Team erzielen, indem er sich für 1,6 Sekunden im Goal befindet. Jedes Team besitzt genau ein Goal. Die Spieler können sich alle gegenseitig abschießen (auch innerhalb eines Teams), bis auf den Spieler, der den Ball hat. Wenn dieser Spieler einen anderen trifft, verliert der getroffene Spieler keinen Rüstungspunkt, sondern erhält stattdessen den Ball. So können sich Spieler den Ball gegenseitig zupassen. Ein eliminierter Spieler respawnt nach kurzer Zeit. Wird der Ballträger eliminiert, dann lässt er den Ball fallen. Dieser kann erneut aufgehoben werden, bleibt er allerdings für Fünf Sekunden liegen, dann wird er zurück zur Mapmitte teleportiert. Wenn drei Minuten lang kein Team einen Punkt erzielt hat, wird die Zeit, die sich der Ballträger im Goal befinden muss, innerhalb von zwei Minuten von 1,6 auf 0,0 Sekunden verkürzt. Das Team, welches zuerst drei Punkte erzielt, gewinnt die Map.

### Joust
Aufstellung: 1 vs. 1
Ausrüstung: max. Rüstungspunkte: 7, Waffe: 5×Raketen (andere Waffen von der Map abhängig: 1×Laser, 2×Nucleus, 3×Pfeile) (alle Waffen ohne automatisches Nachladen)
Entwickler: Nadeolabs
In Joust treten auf einer Map zwei Spieler gegeneinander an. Jeder Spieler ist mit fünf Raketen ausgerüstet, abhängig von der Map können an bestimmten Stellen andere Waffen benutzt werden. Die Munition ist allerdings für alle Waffen begrenzt. Um Munition zu erhalten, muss ein Spieler einen der beiden sogenannten „Pole“ auf der Map erreichen. Beim Erreichen der Pole wird die Munition für alle Waffen wieder nachgefüllt. Es ist allerdings nicht möglich, zweimal in Folge denselben Pol zu benutzen. Wenn ein Spieler für 45 Sekunden keinen Pol erreicht, verliert er automatisch. Das Ziel ist es, den Gegner mindestens sieben Mal zu treffen, mit einem Abstand von mindestens zwei Treffern. Dies ist dadurch realisiert, dass jeder Spieler mit sieben Rüstungspunkten startet und wenn ein Spieler mit einem Rüstungspunkt seinen Gegner trifft und dieser zwei Rüstungspunkte hat, der zweite Spieler keinen Rüstungspunkt verliert, sondern stattdessen der erste Spieler einen Rüstungspunkt zurückbekommt, sodass nun beide Spieler zwei Punkte haben.

## Rezeption
| Publikation    | Wertung |
| -------------- | ------- |
| Metacritic     | 76/100  |
| GameStar       | 75/100  |
| Eurogamer (DE) | 8/10    |
| PC Gamer       | 73/100  |
| IGN            | 7,8/10  |

### Storm
ShootMania Storm erhielt überwiegend positive Bewertungen.

„Somit liegen nun alle herausragenden Merkmale ShootManias auf dem Tisch: Konsequenter Minimalismus, erstklassige eSports-Tauglichkeit und viel kreatives Potenzial. Die Reduktion auf das Wesentliche fand ich sehr erfrischend, auch wenn ich mir etwas mehr Waffen-Optionen seitens der Entwickler gewünscht hätte.“

“It's good, but it's basically built to emulate what it's like to be a pro-Quake player, and in doing so it misses the point of the games it's attempting to remake. They were simple, and ShootMania isn't.”

„Es ist gut, aber im Grunde ist es so aufgebaut, dass es nachahmt, wie es ist, ein professioneller Quake-Spieler zu sein, und dabei verfehlt es den Sinn der Spiele, die es neu zu gestalten versucht. Sie waren einfach und ShootMania ist es nicht.“

“Simple but inventive mechanics and challenging weaponry set ShootMania Storm apart from standard arena shooters.”

„Einfache, aber einfallsreiche Mechaniken und herausfordernde Waffen heben ShootMania Storm von Standard-Arena-Shootern ab.“

## Belege
1. 1 2  ShootMania: Storm bei GameStar
2. ↑  Install Maniaplanet. Abgerufen am 7. Januar 2019.
3. ↑  ShootMania Storm bei Steam. In: store.steampowered.com. Abgerufen am 29. Oktober 2016.
4. ↑  Forumbeitrag von Hylis
5. ↑  Liste der Objekte für ShootMania auf ManiaPark
6. ↑  Nadeo Importer Maniaplanet Support
7. ↑  Shootmania and Maniaplanet Round-up, GameGrin
8. ↑  Official ShootMania Game Modes, Ubisoft Support
9. ↑  Browse Titles for ShootMania, order by registrations, Maniaplanet
10. ↑  Battle, Maniaplanet
11. ↑  BattlePro, Maniaplanet
12. ↑  Siege, Maniaplanet
13. ↑  Obstacle, Maniaplanet
14. ↑  Infection, Maniaplanet
15. ↑  Shootmania infection mode, GitHub
16. ↑  Royal, Maniaplanet
17. ↑  Shootmania Live: Royal Squad, Maniaplanet
18. ↑  Elite, Maniaplanet
19. ↑  Speedball, Maniaplanet
20. ↑  Joust, Maniaplanet
21. ↑  ShootMania Storm bei Metacritic
22. 1 2  Frank Erik Walter: ShootMania Storm - Test. Eurogamer, 16. April 2013, abgerufen am 17. Juni 2017.
23. 1 2  Craig Pearson: ShootMania: Storm review. PC Gamer, 9. Juni 2013, abgerufen am 17. Juni 2017.
24. 1 2  Dan Stapleton: ShootMania Storm Review. In: IGN. 18. April 2013, abgerufen am 25. Juli 2023 (englisch).